# دانيال شورت
دانيال شورت (بالإنجليزية: Daniel Short)‏ هو سياسي أمريكي، ولد في 11 يوليو 1961 في ويلمنغتون في الولايات المتحدة. حزبياً، نشط في الحزب الجمهوري.

## وصلات خارجية
- الموقع الرسمي